# Erich Spitz
Pour les articles homonymes, voir Spitz.
Erich Spitz est un ingénieur et physicien français, né à Brno (Tchécoslovaquie) le 27 mars 1931.
« Auteur d’un grand nombre de publications et de brevets dans les domaines du rayonnement électromagnétique, des fibres optiques, du stockage et du traitement optique d’informations, de la visualisation par cristaux liquides, il a largement contribué au progrès de la science et de l'industrie électroniques. »
— Académie des sciences (France).

## Biographie
Erich Spitz est né à Brno (Tchécoslovaquie) le 27 mars 1931. Marié en 1963, il a trois enfants.
Après des études au lycée Sokolska de Brno, il intègre la faculté d'électrotechnique de l'université technique de Prague dont il obtient en 1954 le diplôme d'ingénieur de l’École polytechnique de Prague. Il est docteur ès sciences en 1955,.

## Carrière professionnelle
Après une année (1957-1958) passée à l'observatoire de Meudon, en tant que chercheur en radioastronomie, Erich Spitz intègre la Compagnie générale de la télégraphie sans fil (CSF) qui fusionne en 1968 avec la Compagnie française Thomson-Houston (CFTH), filiale de Thomson-Brandt pour donner naissance au groupe Thomson-CSF, qui prend en 2000 le nom de groupe Thales.
De 1958 à 1968, Erich Spitz est chercheur au département de physique appliquée du nouveau Centre de recherche de Corbeville que la CSF vient de créer en 1957 à proximité du CEA de Saclay, notamment sous l'impulsion de Jean Robieux. Chef de laboratoire à partir de 1968, il prend la direction du centre de recherche, nommé « Laboratoire central de recherche » (LCR) en 1975.
En 1983, il est nommé « Directeur technique et de la recherche » du groupe Thomson, succédant à Pierre Aigrain, puis en 1986 « Directeur général adjoint, chargé de la recherche et de la technologie ». En 1988, il crée le « Collège scientifique et technique » regroupant les meilleurs experts de Thomson-CSF. Depuis 1995, il est « Conseiller du président ».
Par ailleurs de 2001 à 2009, Erich Spitz a été le président-directeur général de la société Thales Avionics LCD SA, filiale de la société Thales Avionics S.A..

## Œuvre scientifique
Les principaux travaux scientifiques d'Erich Spitz, qui ont donné lieu à de nombreux dépôts de brevets, sont relatifs aux :
- inventions de nouvelles antennes pour les communications radio, en particulier pour les applications spatiales ;
- télécommunications à grande capacité par la lumière laser dans les fibres optiques. Sur ce sujet, Erich Spitz a étudié avec Jean-Claude Simon dans le laboratoire de CSF dès 1963, la propagation guidée d'une onde optique cohérente[6].
- premiers disques optiques pour l'enregistrement des informations audio et vidéo ;
- nouvelles méthodes de traitement de l'information par la lumière laser ,
- écrans plats à cristaux liquides.

## Publications et ouvrages

### Publications
Quelques-unes des publications majeures d'Erich Spitz :
- Le couplage progressif et son application aux antennes, Annales de Radioélectricité, T. XVI, no 65, 1961
- (en) A class of new type of Broad-band Antennas In Electromagnetic Waves, pp. 1139-1148, Ed. Pergamon Press New York, 1963
- Reconstitution holographique des objets à travers un milieu diffusant en mouvement, Comptes rendus de l'Académie des sciences, Paris, T.264, 1967
- (en) Videodisc optical design suitable for the consumer market, Ed. IEEE Trans.Broadcast Telev. Receivers, BTR 20 (332), 1974
- (en) Early Experiments on Optical Disc Storage, IEEE Journal on Selected Topics in Quantum Electronics, vol.6 no.6, pp. 1413-1418, 2000

- L'arrivée des fibres et l'évolution des lasers : de la CSF à Thomson-CSF, Revue de l'électricité et de l'électronique, no 1, année 2012, pp. 41-44

### Ouvrages
- New Directions in Guided Waves and Coherent Optics, éditions Martinus Nijhof Publisher, 1984

### Rapport du groupe «Pérennité des supports numériques»
Au titre de l'Académie des sciences et de l'Académie des technologies, Erich Spitz a présidé le groupe de travail « Pérennité des supports numériques » dont le rapport a été rendu public en mars 2010,,
- Erich Spitz, Jean-Charles Hourcade et Franck Laloe, Longévité de l'information numérique : les données que nous voulons garder vont-elles s'effacer? : rapport du groupe PSN (pérennité des supports numériques) commun à l'Académie des sciences et à l'Académie des technologies, Les Ulis, EDP sciences, 2010, 106 p. (ISBN 978-2-7598-0509-9, OCLC 1003913853)

## Reconnaissance

### Milieu académique
Erich Spitz est :
- membre du Comité national de recherche scientifique (1975-1982)
- membre de l'Académie des sciences (France), élu correspondant le 20 juin 1983, dans la section de Physique[3]
- membre du Conseil supérieur de la recherche et de la technologie (1983-1985)
- membre fondateur de l'Académie des technologies, depuis 2000[10]. Erich Spitz y est membre de la commission « Technologies de l’information et de la communication » (TIC)[11].
- membre de l'Académie royale des sciences de Suède, depuis 1994[3]
- membre de l'Académie suisse des sciences techniques
- président de l'association européenne pour l'administration de la recherche industrielle (EIRMA) (1991-1993)

- Fellow Member de l’Institute of Electrical and Electronics Engineers (IEEE)
- Lauréat en 1971 de la médaille Blondel décernée par la Société de l'électricité, de l'électronique et des technologies de l'information et de la communication[12]
- docteur honoris causa de l'École polytechnique de Prague[3]
- docteur honoris causa de l'École polytechnique fédérale de Lausanne[3]

### Distinctions
Erich Spitz est officier de l'ordre national de la Légion d'honneur et officier de l’ordre national du Mérite.

## Pour approfondir